# 陸上自衛隊第9師團
第9師團（日语：／ daikyūshidan）是日本陸上自衛隊九個主要師團之一。負責北東北3縣（青森縣、岩手縣、秋田縣）防衛。

## 編制
編制
- 第9師團司令部隊
  - 第5普通科联队（日语：第5普通科連隊）（步兵團，基幹為4個普通科中隊）
  - 第21普通科联队（日语：第21普通科連隊）（基幹為4個普通科中隊）
  - 第39普通科联队（日语：第39普通科連隊）（基幹為4個普通科中隊）
  - 第9戰車大隊（基幹為2個戰車中隊）[1]
  - 第9偵察隊（日语：第9偵察隊）
  - 第9特科联队（日语：第9特科連隊）
  - 第9高射特科大隊（日语：第9高射特科大隊）（防空炮營）
  - 第9飛行隊（日语：第9飛行隊）
  - 第9設施大隊（工兵營）
  - 第9後方支援联队（日语：第9後方支援連隊）
  - 第9通信大隊（日语：第9通信大隊）
  - 第9化学防護隊
  - 第9音樂隊

駐屯地
- 青森駐屯地（青森縣青森市）
  - 第9師團司令部隊
  - 第5普通科联队（日语：第5普通科連隊）
  - 第9通信大隊（日语：第9通信大隊）
  - 第9化学防護隊
  - 第9音樂隊（日语：音楽隊 (陸上自衛隊)）
- 弘前駐屯地（青森縣弘前市）
  - 第39普通科联队（日语：第39普通科連隊）
  - 第9偵察隊（日语：第9偵察隊）
- 秋田駐屯地（秋田縣秋田市）
  - 第21普通科联队（日语：第21普通科連隊）
- 岩手駐屯地（岩手縣滝沢市）
  - 第9特科联队（日语：第9特科連隊）
  - 第9戰車大隊
  - 第9高射特科大隊（日语：第9高射特科大隊）
- 八戸駐屯地（青森縣八戸市）
  - 第9後方支援联队（日语：第9後方支援連隊）
  - 第9設施大隊
  - 第9飛行隊（日语：第9飛行隊）:OH-6D